# Juan Velázquez Tlacotzin
Tlacotzin (batizado Juan Velázquez Tlacotzin ), foi o 12º Tlatoani de Tenochtitlán o primeiro nomeado por Cortés

## Vida
Tlacotzin foi filho de Texcalteuctli e neto de Tlacaelel , assim como seu avô foi Cihuacoatl  de Tenochtitlan entre  1520 e 1525 durante os governos de Moctezuma II e de Cuauhtémoc.
Em 1521, Tlacotzin foi capturado com Cuauhtémoc e ambos torturado por Hernán Cortés para revelar a localização do tesouro real e do ouro da Família Imperial . Mas diferentemente de Cuauhtémoc que se mostrava arredio para com os europeus, Tlacotzin se mostrou receptivo e a partir de agosto de 1521, dava indicações de que iria reabrir negociações com a Aliança .
Contrastando com a situação de Cuauhtémoc, ainda um prisioneiro, Tlacotzin aparentemente trabalhava para promover a aliança entre ele e Cortés que, naquele momento, já havia recebido títulos e favores de Carlos V, enviados em Outubro de 1522, que estabelecia a sua autoridade na Nova Espanha. Parte do sucesso da Tlacotzin em bajular Cortés deve-se a sua disposição em ajudar Ixtlilxochiltl na organização da reconstrução de Tenochtitlan, que contratou "quase toda a população trabalhadora" do Vale do México. Ixtlilxochiltl cujo nome de batismo era Hernando Cortés, era tlatoani em Texcoco e "ajudou os espanhóis quando derrotaram os astecas", sugerindo que tinha se aliado a Cortés ainda em 1521. Esta aliança entre um tlatoani de Texcoco e o Cihuacoatl de Tenochtitlan, que era o segundo cargo mais importante na altepetl, ilustram a estratégia de Cortés de aliar-se com os líderes nativos que iriamk ajudá-lo a restaurar de alguma forma de governo indígena em Tenochtitlan .
Após a execução de Cuauhtémoc, Tlacotzin  foi escolhido como seu sucessor. Cortés ordenou a Tlacotzin se vestir como um espanhol, foi lhe dado uma espada e um cavalo branco como símbolo de sua posição de Tlatoani. 
Tlacotzin acompanhou Cortés em sua expedição três anos, mas morreu em 1526 vítima de uma doença desconhecida em Achiyotlan . Após a morte de Tlacotzin, Cortés escolheu Andrés de Tapia Motelchiuh como seu sucessor  .
| Precedido por Cuauhtémoc      | 12º Tlatoani de Tenochtitlan 1525 – 1526 | Sucedido por Andrés de Tapia Motelchiuh |
| Precedido por Matlatzincatzin | Cihuacoatl 1520 – 1525                   | Sucedido por Cargo abolido por Cortés   |